# Gönc
Gönc je město na severovýchodě Maďarska v župě Borsod-Abaúj-Zemplén. Je správním centrem okresu Gönc.
Rozkládá se na ploše 37,30 km² a v roce 2024 zde žilo 1 930 obyvatel. Leží 5 km od hranic se Slovenskem.